# Chygyrgan
Chygyrgan (azerbajdzjanska: Çığırğan) är en ort i Azerbajdzjan.   Den ligger i distriktet Sabirabad Rayonu, i den sydöstra delen av landet, 110 km sydväst om huvudstaden Baku. Antalet invånare är 786.
Terrängen runt Chygyrgan är mycket platt. Runt Chygyrgan är det ganska tätbefolkat, med 80 invånare per kvadratkilometer.. Närmaste större samhälle är Şirvan, 18,6 km norr om Chygyrgan.
Trakten runt Chygyrgan består till största delen av jordbruksmark.